# عیسی براجی
عیسی براجی (انگلیسی: Issa Baradji؛ زادهٔ ۱۵ ژوئن ۱۹۹۵) بازیکن فوتبال اهل فرانسه است.
از باشگاه‌هایی که در آن بازی کرده‌است می‌توان به باشگاه فوتبال ستاره سرخ، باشگاه فوتبال گنگام، و باشگاه فوتبال آژاکسیو اشاره کرد.
وی همچنین در تیم ملی فوتبال Mali U23 بازی کرده‌است.